# Bannegon
Bannegon est une commune française située dans le département du Cher en région Centre-Val de Loire.
Bannegon est à 41,8 km de Bourges et à 21,8 km de Saint-Amand-Montrond. Bannegon est située à 288,6 km de Paris.

## Géographie

### Lieux-dits
À Bannegon, on compte 40 lieux-dits :
la Terraude, les Planchettes, la Minée, les Chavans, les Thiots, les Sopins, les Mauguins, la Croix Bodin, la Chaume Commune, la Traversaine, Bergerenne, le Gros Chêne, les Bions, le Bout, les Juncheres, le Pont de Sargy, Chambre, les Saquets, les Denis, l'Orme, le Moulin de Chaméron, Entruye, la Chaume des Chênes, le Rhimbé, le Four, le Brot au Chat (Le Breuil-Eschart), les Ampolies, les Racots, Fontblisse, les Aubris, les Essigots, les Fourneaux, le Pont à Baras, le Gué de Sable, le Petit Vernais, la Baraque, le But, la Croix des Pouzes, la Carelle, Bois Mort.

### Communes limitrophes
Les communes limitrophes de Bannegon sont : Thaumiers à 5,4 km, Bessais-le-Fromental à 8,5 km, Neuilly-en-Dun à 6,5 km, Chaumont à 6,1 km, Vernais à 4,9 km et Chalivoy-Milon à 9 km.

### Hydrographie
Le village de Bannegon est traversé par plusieurs cours d'eau : le Sagonnin, l'Auron, Madériau. Le canal de Berry passe sur le territoire de Bannegon avec trois bras du canal qui se rejoignent à l'écluse de Fontblisse.
Le 1er juin 2016, le Sagonnin et l'Auron sont sortis de leur lit et ont inondé la commune.

Photos des inondations du 1er juin 2016
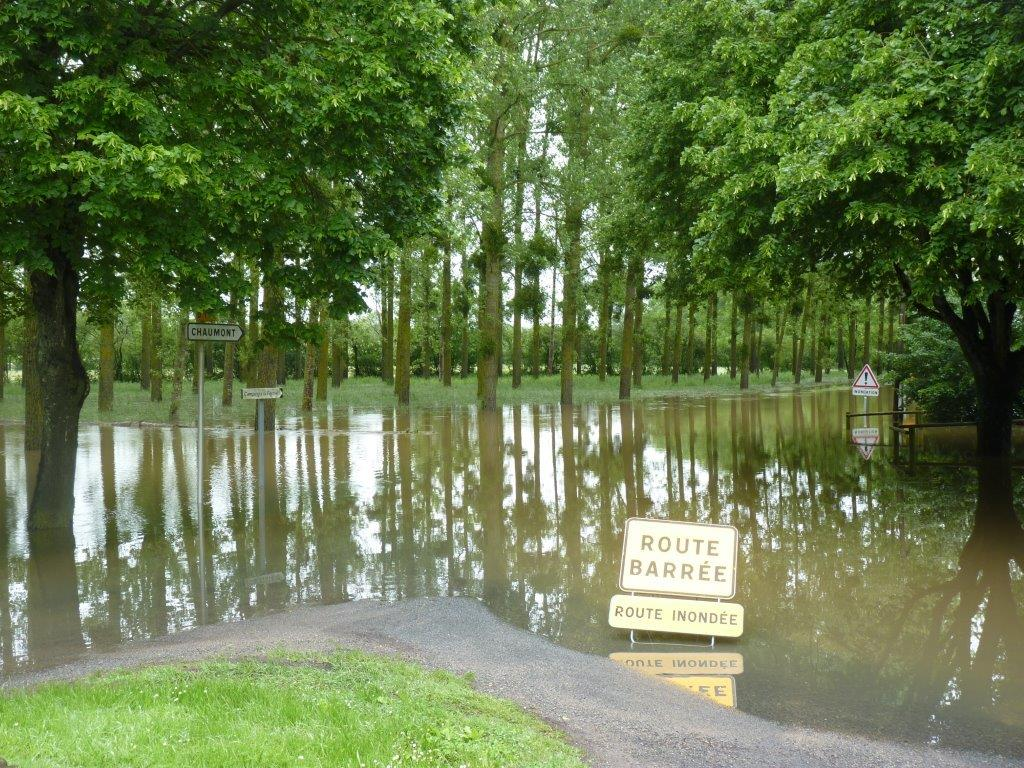
Route de Chaumont.
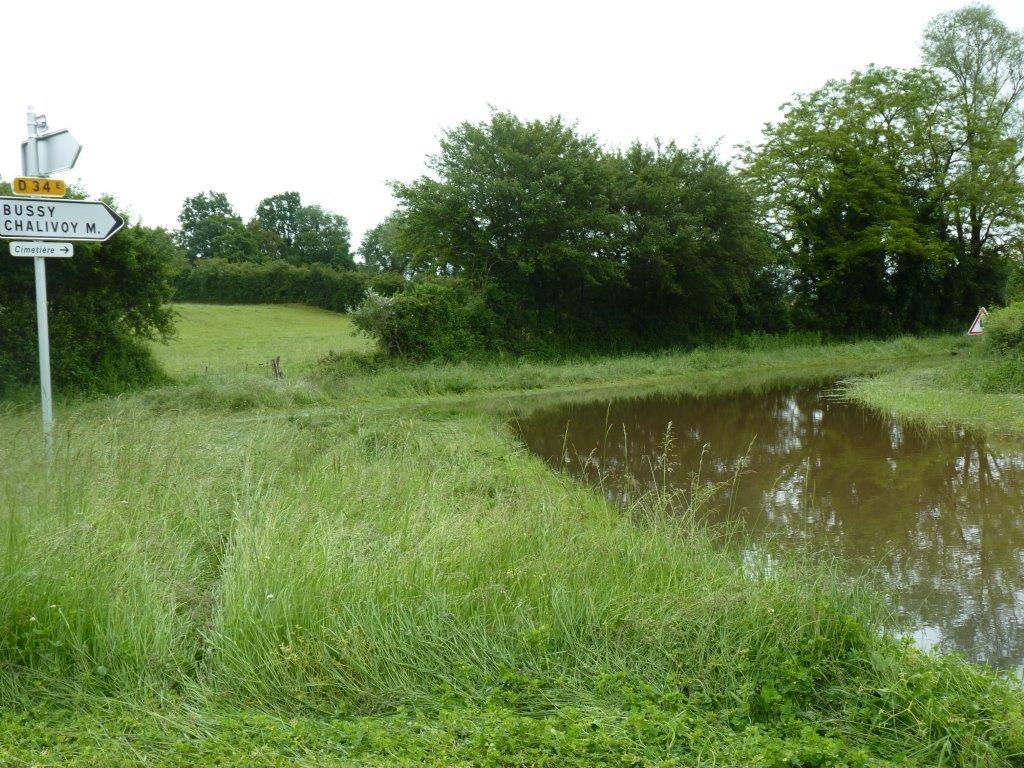
Carrefour de Chalivoy-Milon.
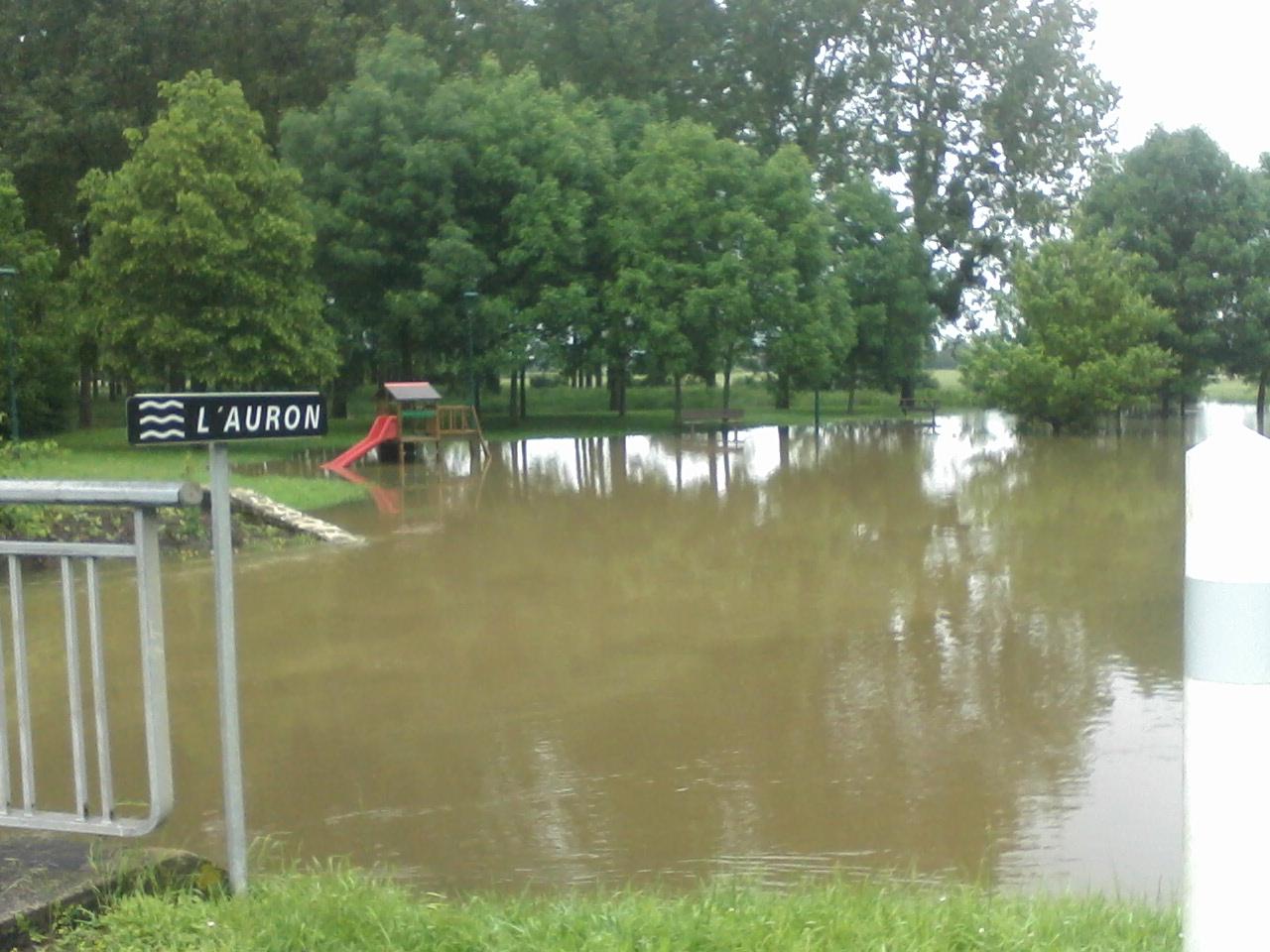
L'Auron et le Sagonnin.

### Climat
Pour des articles plus généraux, voir Climat du Centre-Val de Loire et Climat du Cher.
En 2010, le climat de la commune est de type climat océanique dégradé des plaines du Centre et du Nord, selon une étude du CNRS s'appuyant sur une série de données couvrant la période 1971-2000. En 2020, Météo-France publie une typologie des climats de la France métropolitaine dans laquelle la commune est exposée à un climat océanique altéré et est dans une zone de transition entre les régions climatiques « Centre et contreforts nord du Massif Central » et « Ouest et nord-ouest du Massif Central ». 
Pour la période 1971-2000, la température annuelle moyenne est de 11,4 °C, avec une amplitude thermique annuelle de 15,9 °C. Le cumul annuel moyen de précipitations est de 767 mm, avec 11,2 jours de précipitations en janvier et 7,6 jours en juillet. Pour la période 1991-2020, la température moyenne annuelle observée sur la station météorologique la plus proche, située sur la commune d'Isle-et-Bardais à 14 km à vol d'oiseau, est de 11,8 °C et le cumul annuel moyen de précipitations est de 777,6 mm,. Pour l'avenir, les paramètres climatiques de la commune estimés pour 2050 selon différents scénarios d'émission de gaz à effet de serre sont consultables sur un site dédié publié par Météo-France en novembre 2022.

## Urbanisme

### Typologie
Au 1er janvier 2024, Bannegon est catégorisée commune rurale à habitat dispersé, selon la nouvelle grille communale de densité à 7 niveaux définie par l'Insee en 2022.
Elle est située hors unité urbaine et hors attraction des villes,.

### Occupation des sols
L'occupation des sols de la commune, telle qu'elle ressort de la base de données européenne d’occupation biophysique des sols Corine Land Cover (CLC), est marquée par l'importance des territoires agricoles (98,7 % en 2018), une proportion identique à celle de 1990 (98,7 %). La répartition détaillée en 2018 est la suivante : 
prairies (81,2 %), terres arables (17,5 %), zones urbanisées (1,2 %), forêts (0,1 %).
L'évolution de l’occupation des sols de la commune et de ses infrastructures peut être observée sur les différentes représentations cartographiques du territoire : la carte de Cassini (XVIIIe siècle), la carte d'état-major (1820-1866) et les cartes ou photos aériennes de l'IGN pour la période actuelle (1950 à aujourd'hui).

### Risques majeurs
Le territoire de la commune de Bannegon est vulnérable à différents aléas naturels : météorologiques (tempête, orage, neige, grand froid, canicule ou sécheresse), mouvements de terrains et séisme (sismicité faible). Il est également exposé à un risque technologique, la rupture d'un barrage. Un site publié par le BRGM permet d'évaluer simplement et rapidement les risques d'un bien localisé soit par son adresse soit par le numéro de sa parcelle.

#### Risques naturels

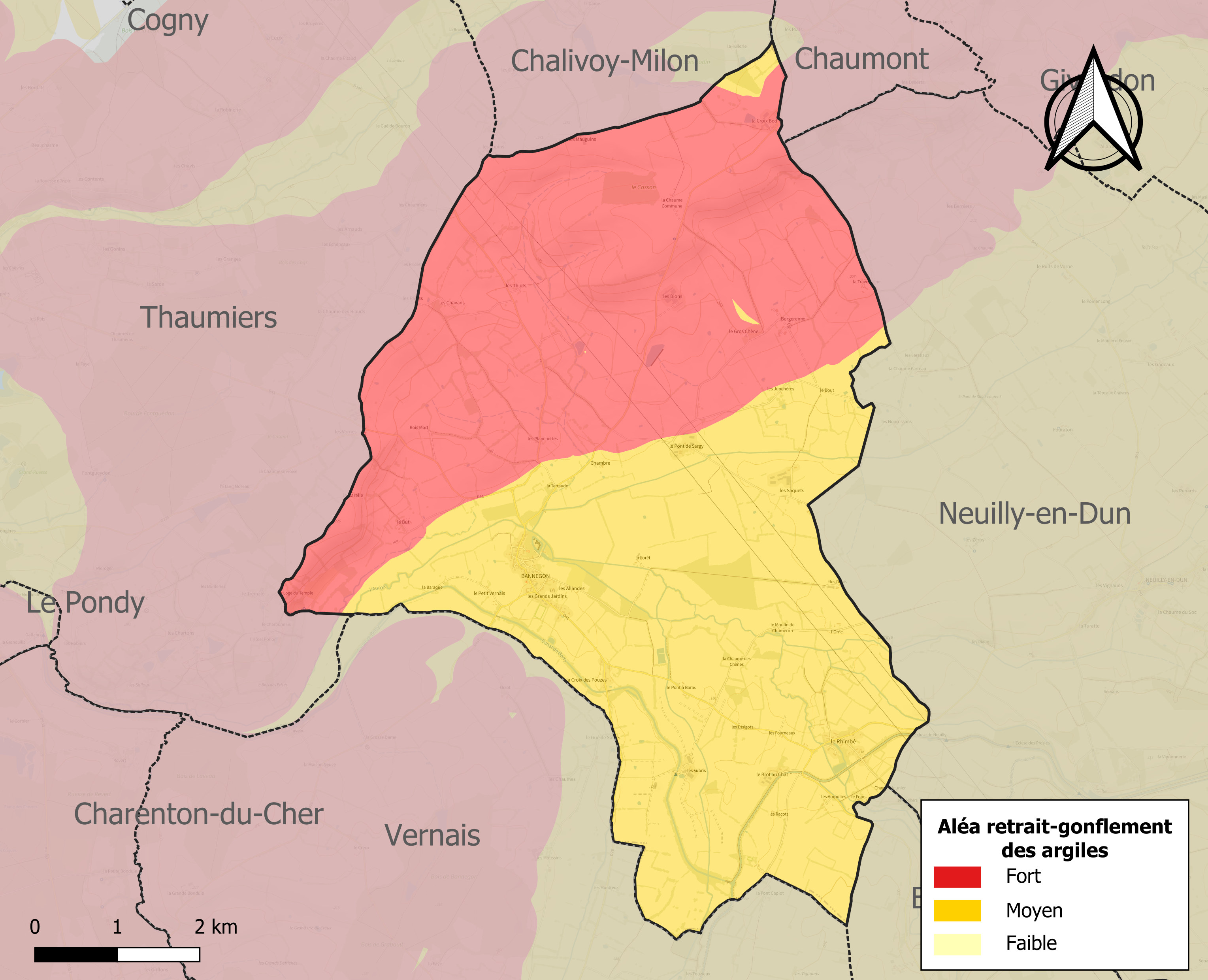
Carte des zones d'aléa retrait-gonflement des sols argileux de Bannegon.

La commune est vulnérable au risque de mouvements de terrains constitué principalement du retrait-gonflement des sols argileux. Cet aléa est susceptible d'engendrer des dommages importants aux bâtiments en cas d’alternance de périodes de sécheresse et de pluie. La totalité de la commune est en aléa moyen ou fort (90 % au niveau départemental et 48,5 % au niveau national). Sur les 220 bâtiments dénombrés sur la commune en 2019, 220 sont en aléa moyen ou fort, soit 100 %, à comparer aux 83 % au niveau départemental et 54 % au niveau national. Une cartographie de l'exposition du territoire national au retrait gonflement des sols argileux est disponible sur le site du BRGM,.
Concernant les mouvements de terrains, la commune a été reconnue en état de catastrophe naturelle au titre des dommages causés par la sécheresse en 1989, 2018 et 2020 et par des mouvements de terrain en 1999.

#### Risques technologiques
La commune est en outre située en aval du barrage de l'étang de Goule, de classe B. À ce titre elle est susceptible d’être touchée par l’onde de submersion consécutive à la rupture de cet ouvrage.

## Histoire
Le 20 décembre 1565, pendant l'étape de son Grand tour de France menant de Dun-sur-Auron à Couleuvre, le roi Charles IX s'arrête pour se restaurer au lieu-dit du Pont de Sargy, « qui ne sont que deux ou trois maisons » d'après le chroniqueur Abel Jouan.
En 1569, Nicolas de Nicolay décrit dans sa Générale description du Bourbonnais la cité comme « Bannegon-le-Barré, paroisse moitié Berry et moitié Bourbonnais, chasteau fort et justice ruiné et destruit en l'année dernière mil cinq cent soixante huit par la rébellion de la demoiselle de Neufvy ; et contient pour le Bourbonnais 90 feux. »

## Politique et administration

### Liste des maires
| Période                                  | Période       | Identité                          | Étiquette | Qualité                           |
| ---------------------------------------- | ------------- | --------------------------------- | --------- | --------------------------------- |
| Les données manquantes sont à compléter. |               |                                   |           |                                   |
| 1799                                     | 1804          | François Mativon                  |           |                                   |
| 1804                                     | 1807          | Pierre Petit                      |           |                                   |
| 1807                                     | 1813          | Jean Chevrette                    |           |                                   |
| 1813                                     | 1825          | Claude Joseph Benoit de Bengy     |           |                                   |
| 1825                                     | 1826          | Louis Guillain (faisant fonction) |           |                                   |
| 1826                                     | 1830          | Monsieur Blondel                  |           |                                   |
| 1830                                     | 1835          | Jean-Baptiste Defoulnay           |           |                                   |
| 1835                                     | 1848          | François Méténier                 |           |                                   |
| 1848                                     | 1878          | Charles Mativon                   |           |                                   |
| 1878                                     | 1881          | Claude Robet                      |           |                                   |
| 1881                                     | 1887          | Abel-Baptiste Renaudein           |           |                                   |
| 1881                                     | 1887          | Abel-Baptiste Renaudein           |           |                                   |
| 1887                                     | 1900          | Claude Robet                      |           |                                   |
| 1900                                     | 1902          | Gilbert Gonin                     |           |                                   |
| 1902                                     | 1911          | Claude Robet                      |           |                                   |
| 1911                                     | 1920          | Jacques de Bengy                  |           |                                   |
| 1920                                     | 1922          | Joseph Bissonnier                 |           |                                   |
| 1922                                     | 1944          | Gabriel Alliaume                  |           |                                   |
| 1944                                     | 1947          | Monsieur Georges                  |           |                                   |
| 1947                                     | 1960          | Monsieur Petit                    |           |                                   |
| 1960                                     | 1984          | Ferdinand de Bengy                |           |                                   |
| 1984                                     | 1996          | Georges James                     |           |                                   |
| 1996                                     | décembre 2006 | Roger Cordebois                   |           |                                   |
| décembre 2006                            | mars 2014     | Guy James                         |           |                                   |
| mars 2014                                | mai 2020      | Claude Desoblin                   |           | Retraité salarié du secteur privé |
| mai 2020                                 | en cours      | Christian Richard,                |           | Ouvrier agricole                  |

### Politique environnementale
Dans son palmarès 2016, le Conseil National des Villes et Villages Fleuris de France a attribué deux fleurs à la commune au Concours des villes et villages fleuris.

## Population et société

### Démographie
L'évolution du nombre d'habitants est connue à travers les recensements de la population effectués dans la commune depuis 1793. Pour les communes de moins de 10 000 habitants, une enquête de recensement portant sur toute la population est réalisée tous les cinq ans, les populations de référence des années intermédiaires étant quant à elles estimées par interpolation ou extrapolation. Pour la commune, le premier recensement exhaustif entrant dans le cadre du nouveau dispositif a été réalisé en 2007.

En 2022, la commune comptait 246 habitants, en évolution de −7,52 % par rapport à 2016 (Cher : −2,48 %, France hors Mayotte : +2,11 %).
| 1793 | 1800 | 1806 | 1821 | 1831 | 1836 | 1841 | 1846 | 1851 |
| ---- | ---- | ---- | ---- | ---- | ---- | ---- | ---- | ---- |
| 566  | 546  | 812  | 826  | 757  | 839  | 771  | 820  | 862  |

| 1856 | 1861 | 1866  | 1872  | 1876  | 1881 | 1886  | 1891  | 1896 |
| ---- | ---- | ----- | ----- | ----- | ---- | ----- | ----- | ---- |
| 885  | 968  | 1 043 | 1 061 | 1 064 | 996  | 1 015 | 1 007 | 962  |

| 1901 | 1906 | 1911 | 1921 | 1926 | 1931 | 1936 | 1946 | 1954 |
| ---- | ---- | ---- | ---- | ---- | ---- | ---- | ---- | ---- |
| 961  | 969  | 919  | 773  | 707  | 623  | 583  | 541  | 508  |

| 1962 | 1968 | 1975 | 1982 | 1990 | 1999 | 2006 | 2007 | 2012 |
| ---- | ---- | ---- | ---- | ---- | ---- | ---- | ---- | ---- |
| 398  | 383  | 351  | 297  | 260  | 254  | 270  | 272  | 251  |

| 2017 | 2022 | - | - | - | - | - | - | - |
| ---- | ---- | - | - | - | - | - | - | - |
| 274  | 246  | - | - | - | - | - | - | - |

### Enseignement
L'école de Bannegon est située dans l'académie d'Orléans-Tours, dans la circonscription de Saint-Amand-Montrond.
L'école fait partie d'un RRE (réseau rural d'éducation). Les autres membres du RRE sont les écoles de Bessais-le-Fromental, de Chalivoy-Milon, de Saint-Germain-des-Bois (Cher) et de Thaumiers.
Un RPI (Regroupement pédagogique intercommunal) a été créé le 29 août 2001 entre les communes de Bannegon, Bessais-le-Fromental et Vernais en raison d'un nombre d'élèves insuffisant.
Le RPI est composé de deux écoles d'une classe réparties de la façon suivante :
- la maternelle (petite section, moyenne section et grande section) et le CP (cours préparatoire) à l'école de Bessais-le-Fromental ;
- le CE1 (cours élémentaire 1re année), le CE2 (cours élémentaire 2e année), le CM1 (cours moyen 1re année) et le CM2 (cours moyen 2e année).

Il n'y a pas d'école à Vernais.

## Culture locale et patrimoine

### Lieux et monuments
- Château de Bannegon,  Classé MH (1936)[28],[29]
- Église Saint-Sulpice de Bannegon.

Photos de Bannegon
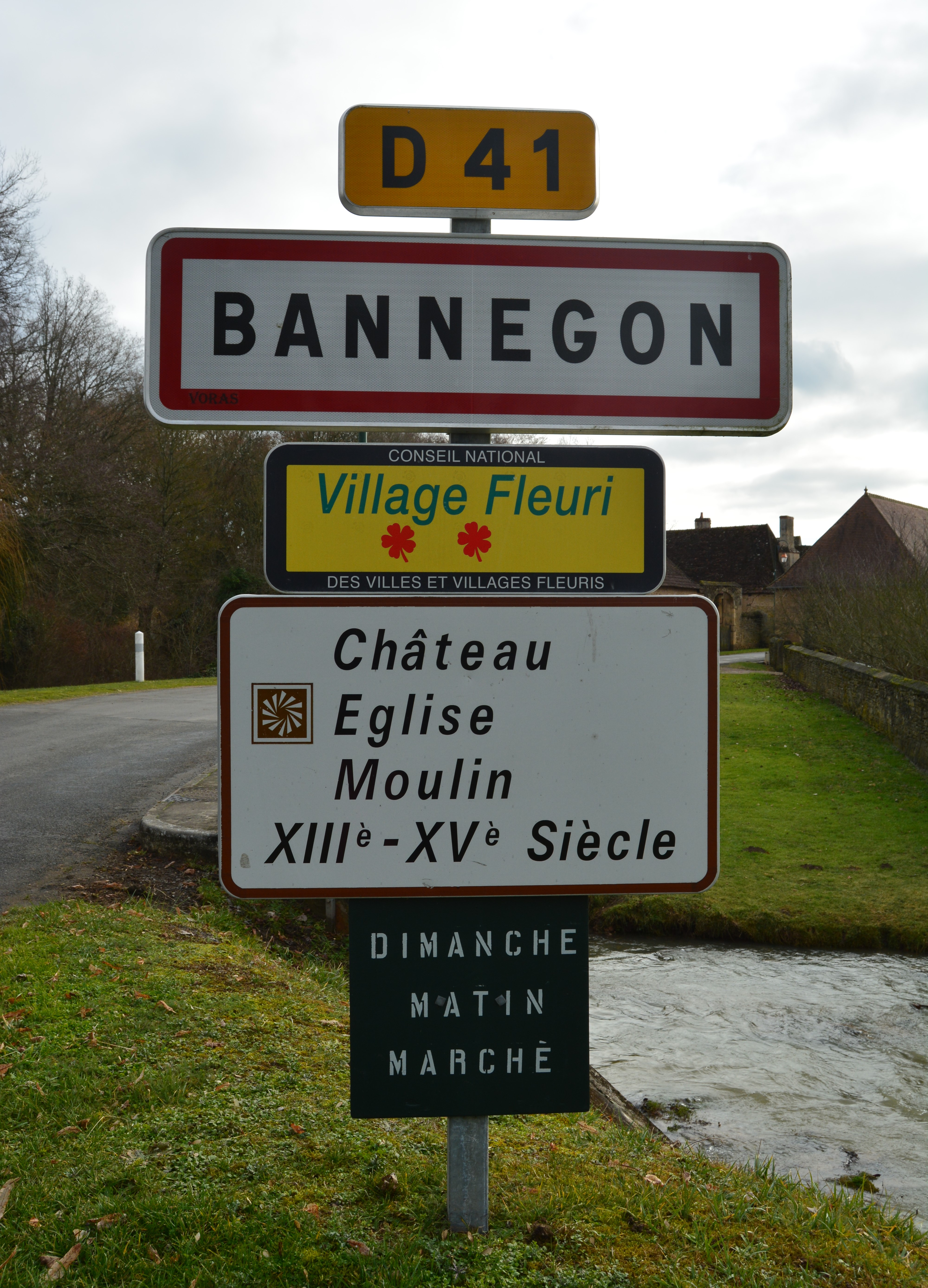
Entrée de Bannegon.
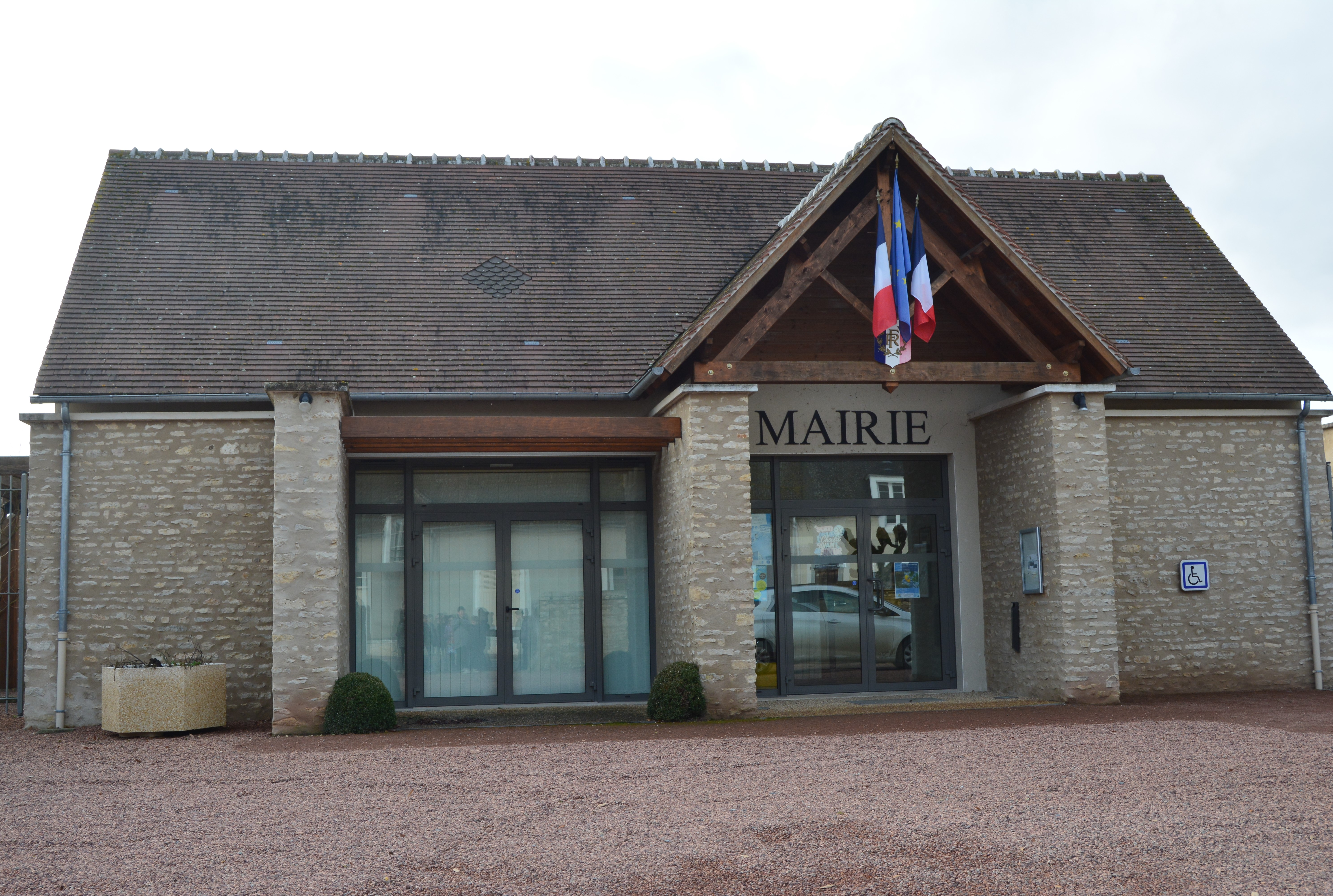
Mairie de Bannegon.
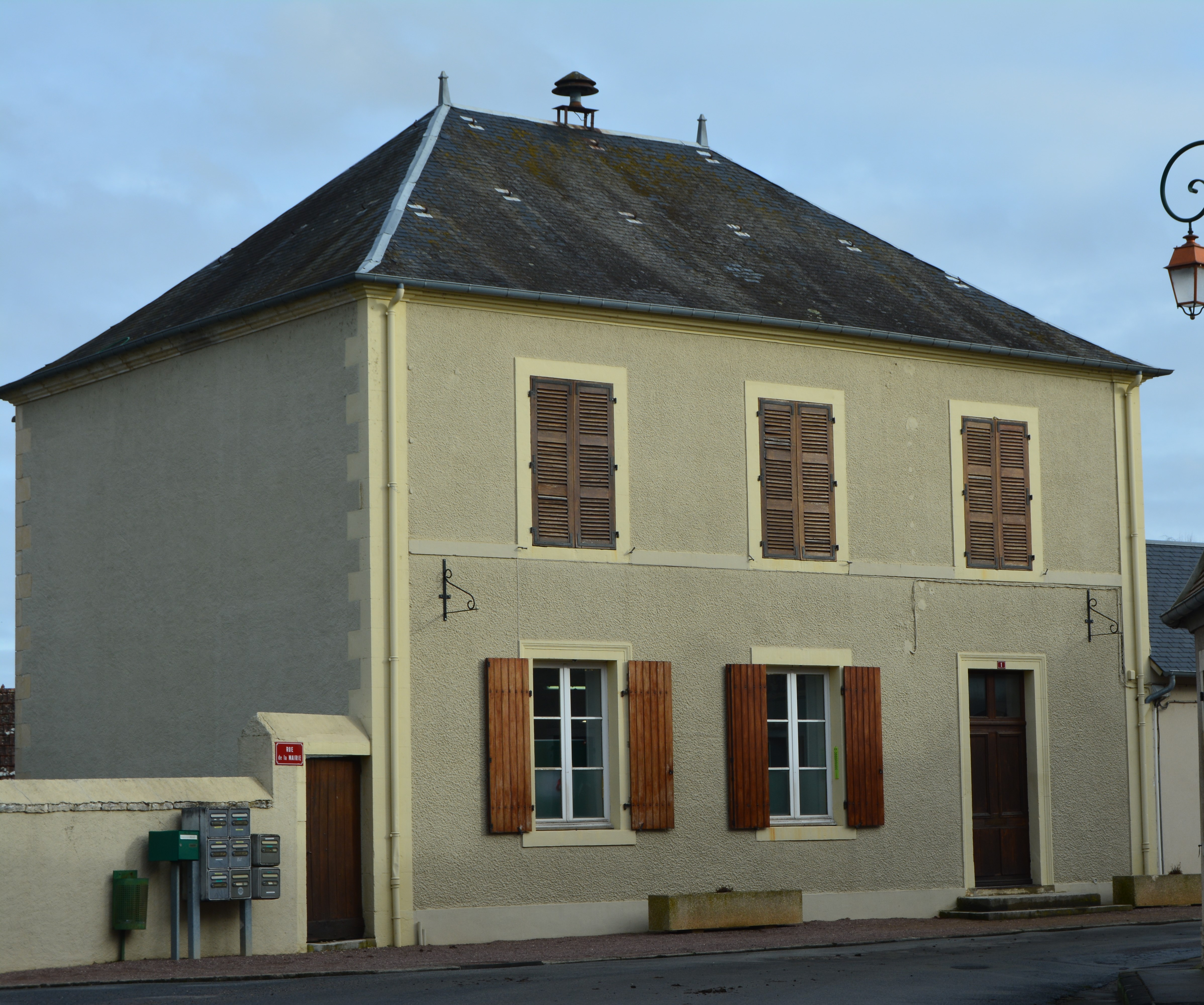
École de Bannegon.
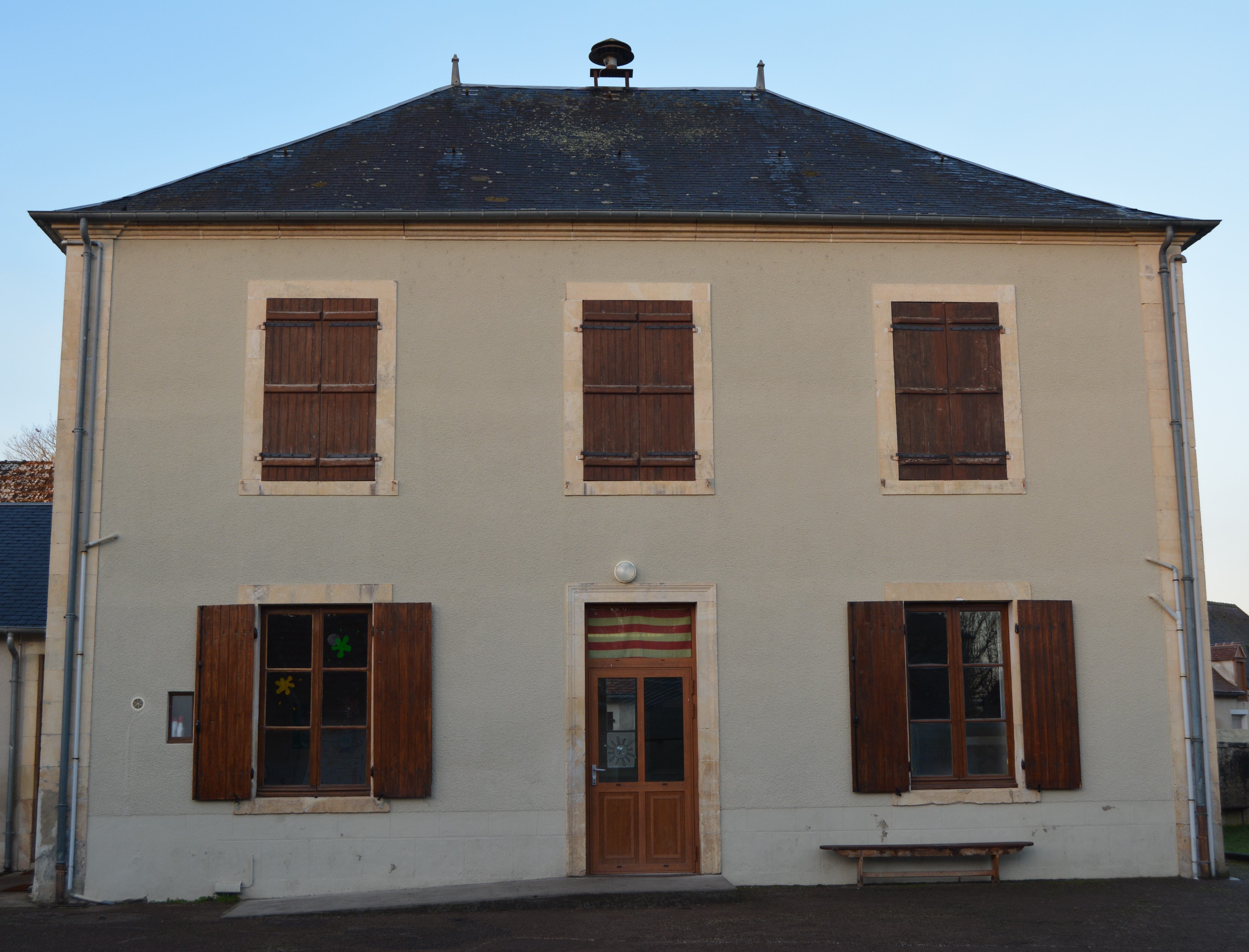
École élémentaire de Bannegon.
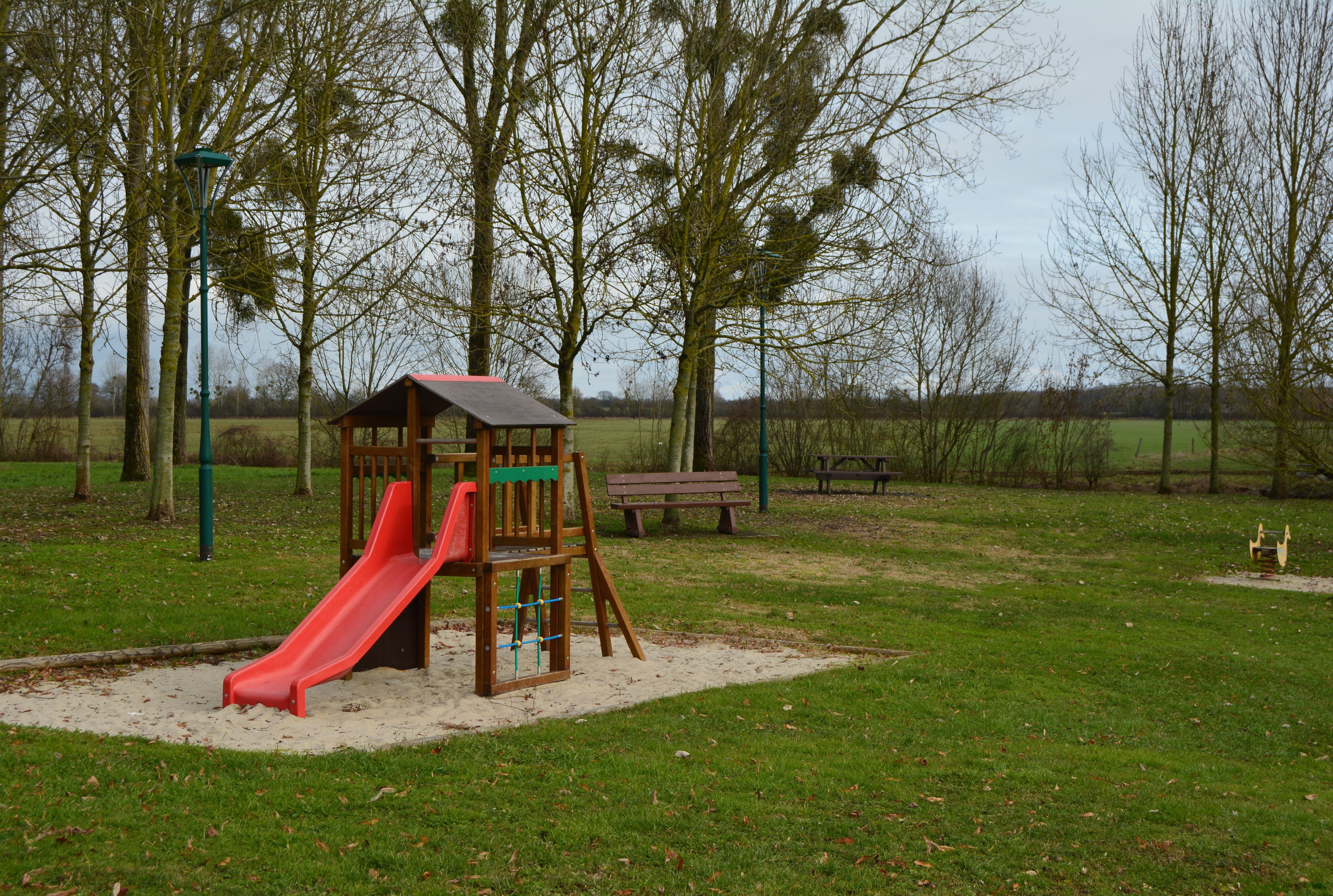
Aire d'accueil Roger Cordebois.
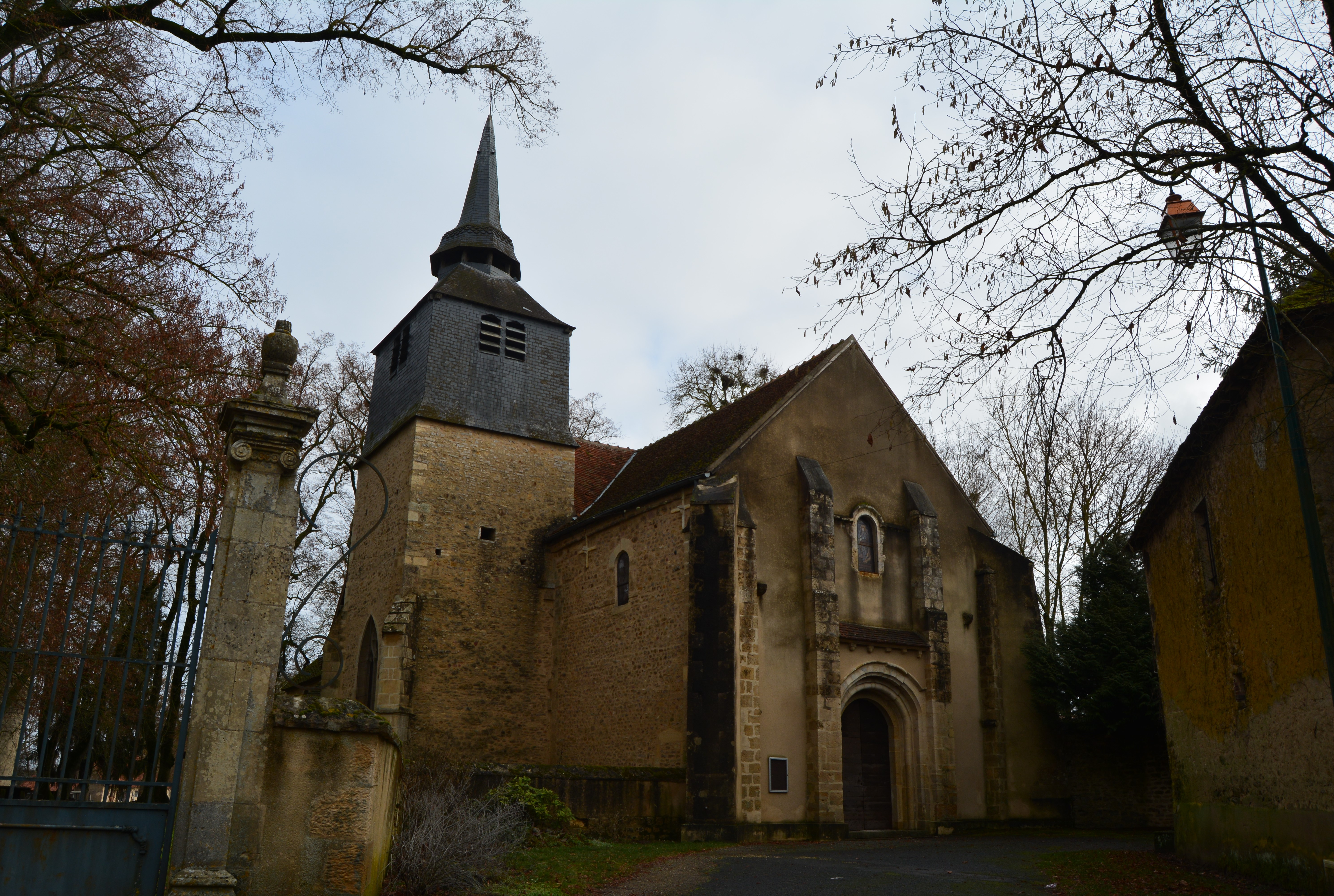
Église de Bannegon.
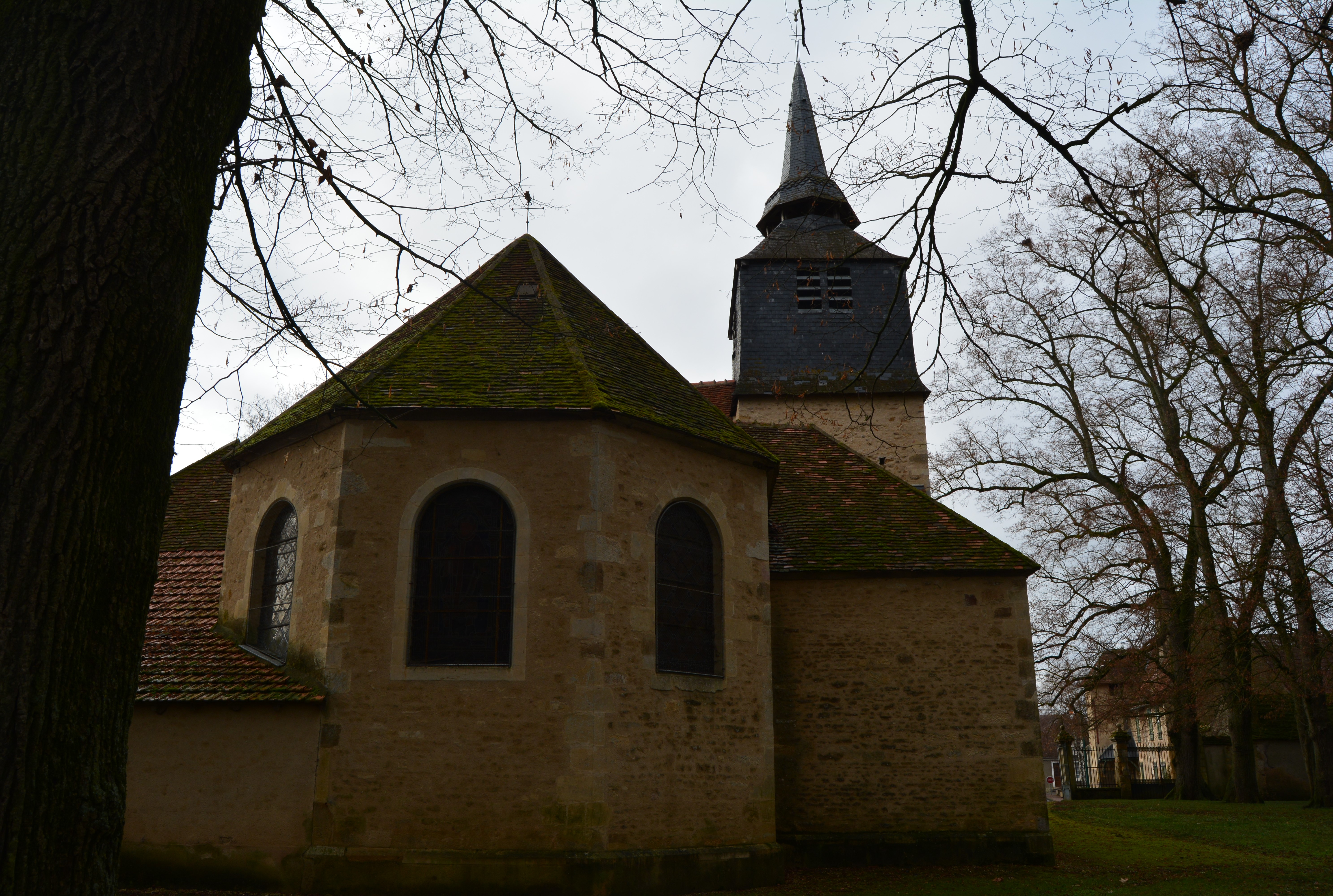
Église Saint-Sulpice de Bannegon.
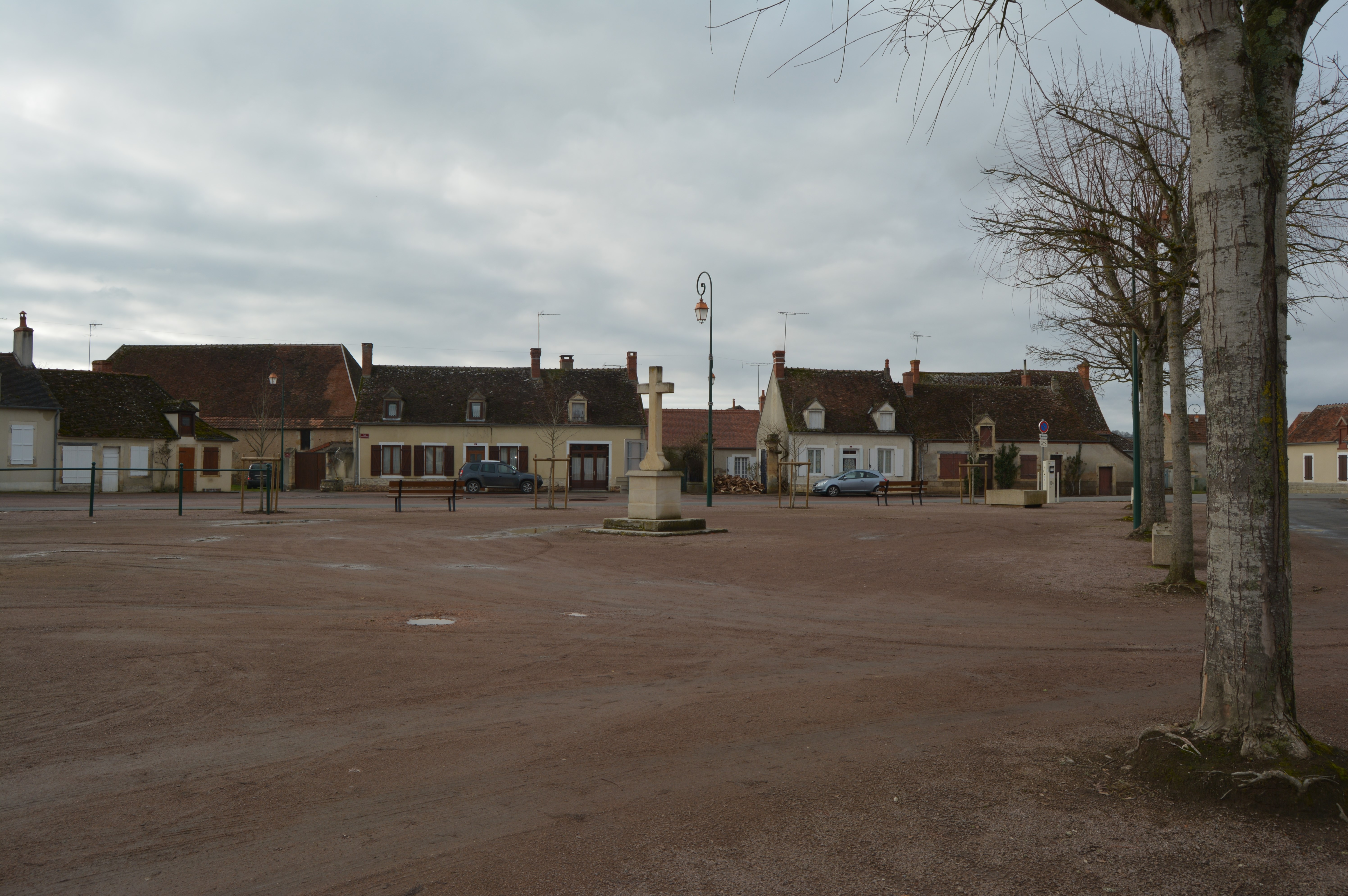
Place Saint-Georges à Bannegon.
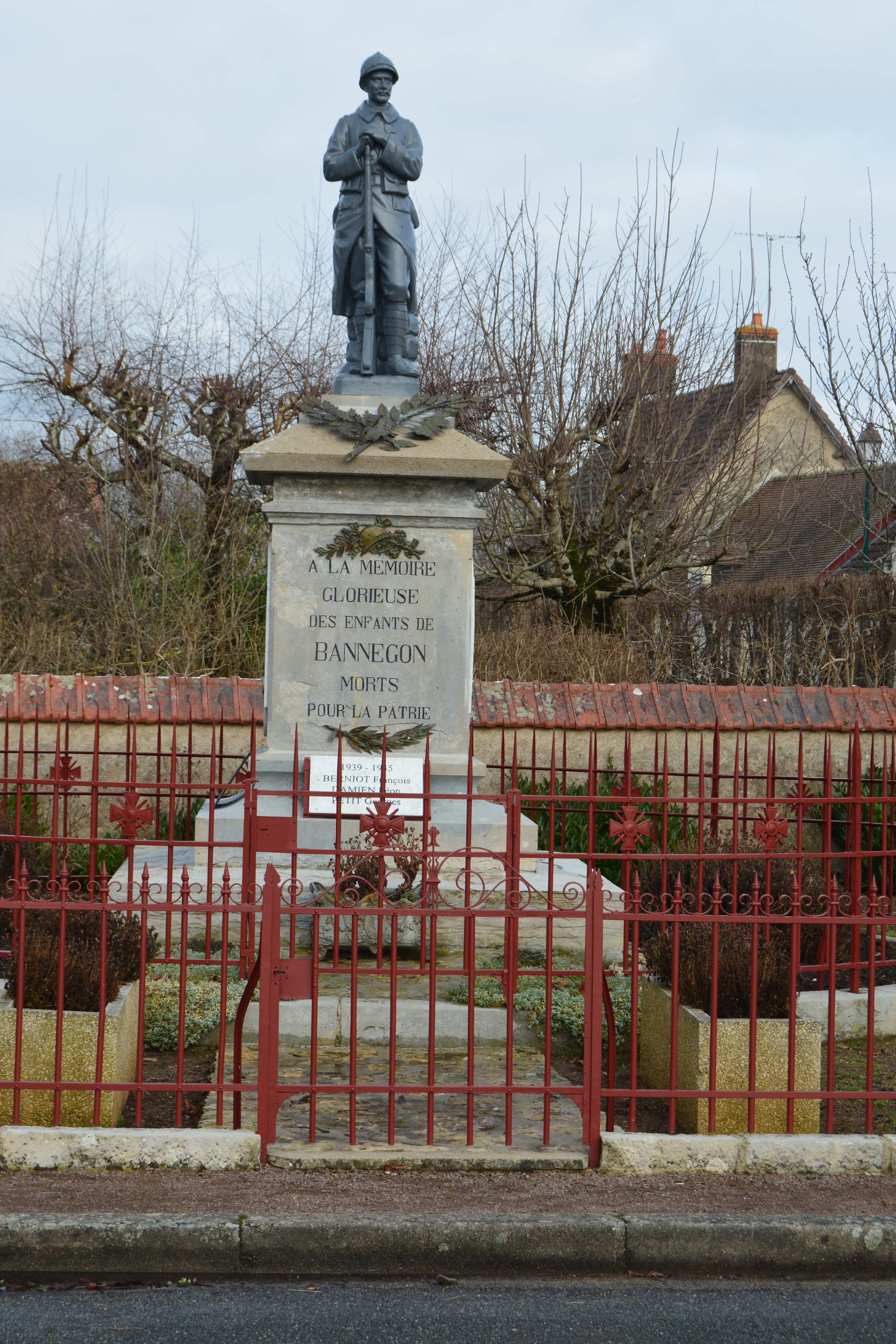
Monument aux morts de Bannegon.